# Lưu Dự
Lưu Dự (chữ Hán: 劉豫; 1073–18 tháng 10, 1146), tên tự là Ngạn Du, người Phụ Thành, Cảnh Châu, là viên quan thời Tống, từng được nhà Kim sắc phong làm Đại Tề Hoàng đế.

## Tiểu sử
Ông sinh vào năm Hy Ninh thứ 6 (1073), khoảng những năm Nguyên Phù thời Tống Triết Tông thi đỗ tiến sĩ. Đến thời Tống Huy Tông được phong chức Điện trung thị ngự sử, nhiều lần dâng tấu sớ liên quan đến công việc tổ chức lễ chế, ra làm Hà Bắc tây lộ đề hình; quân Kim tiến về phía nam liền bỏ chức quan chạy nạn tới Chân Châu, sau được Tống Cao Tông dùng làm tri phủ Tế Nam,
Lúc quân Kim tiến đánh Tế Nam, Lưu Dự được người Kim dụ khuyên hàng. Ông thuận theo, bèn lừa viên tướng trấn thủ kiên quyết kháng Kim là Quan Thắng vào trong phủ sát hại, rồi sau đó mới dâng thành đầu hàng. Năm Kiếm Viêm thứ 3 (1129), triều Kim phong Lưu Dự làm tri phủ Đông Bình, đảm nhận chức Kinh lược An phủ sứ các lộ Kinh Đông, Kinh Tây, Hoài Nam.
Tháng 9 năm năm Kiếm Viêm thứ 4 triều Tống và năm Thiên Hội thứ 8 triều Kim (1130), Kim Thái Tông sắc phong Lưu Dự làm "Đại Tề Hoàng đế", chia Hoàng Hà phía nam thuộc quyền thống trị của Đại Tề, lấy phủ Đại Danh làm thủ đô, dùng niên hiệu Thiên Hội của nhà Kim; sang tháng 11, được Kim đình đồng ý, bèn đổi niên hiệu thành Phụ Xương.
Năm Phụ Xương thứ 5 (1134), Lưu Dự dời đô tới Khai Phong. Lưu Dự kiêu xa dâm dục, phung phí vô độ, để vơ vét một số tiền lớn bèn ra sức đào bới mộ phần, không chỉ khai quật lăng tẩm các hoàng đế Bắc Tống, ngay đến mồ mả tổ tiên của dân chúng cũng không buông tha, gây ra sự căm phẫn tột độ của nhân dân Nam Tống và những người dân sống dưới ách thống trị của nhà Tề. Lưu Dự nhiều lần xuống phía nam đánh Nam Tống, nhưng xuất binh bất lợi, không có cách nào tiêu diệt nổi nghĩa quân chống Kim ở lưu vực Hoàng Hà.
Năm Phụ Xương thứ 8 (1137), triều Kim giáng phong Lưu Dự làm Thục vương đồng thời phế bỏ nước Tề, đem cả nhà Lưu Dự dời sang phủ Lâm Hoàng, Thượng Kinh. Năm Hoàng Thống thứ 2 (1142) đổi phong thành Tào vương. Ngày 18 tháng 10 năm Hoàng Thống thứ 6 (Mậu Dần tháng 9 năm 1146), Lưu Dự lâm bệnh qua đời, thọ 74 tuổi.
Nước Tề của Lưu Dự, thường gọi là Lưu Tề hoặc Ngụy Tề, thời gian tồn tại được tám năm (1130–1137).